# Lista de municípios de Mato Grosso do Sul por população (2012)
Relação de municípios de Mato Grosso do Sul por população, em ordem decrescente, baseada na estimativa do IBGE de 2012. 
| Posição                    | Município                  | População (hab.)           |
| Mais de 200.000 habitantes | Mais de 200.000 habitantes | Mais de 200.000 habitantes |
| -------------------------- | -------------------------- | -------------------------- |
| 1                          | Campo Grande               | 805 397                    |
| 2                          | Dourados                   | 200 729                    |
| Mais de 100.000 habitantes |                            |                            |
| 3                          | Três Lagoas                | 105 224                    |
| 4                          | Corumbá                    | 104 912                    |
| Mais de 40.000 habitantes  |                            |                            |
| 5                          | Ponta Porã                 | 80 433                     |
| 6                          | Naviraí                    | 47 899                     |
| 7                          | Nova Andradina             | 47 126                     |
| 8                          | Aquidauana                 | 45 943                     |
| 9                          | Sidrolândia                | 44 949                     |
| 10                         | Paranaíba                  | 40 462                     |
| Mais de 20.000 habitantes  |                            |                            |
| 11                         | Maracaju                   | 39 095                     |
| 12                         | Amambai                    | 35 523                     |
| 13                         | Coxim                      | 32 355                     |
| 14                         | Rio Brilhante              | 31 875                     |
| 15                         | Caarapó                    | 26 532                     |
| 16                         | Miranda                    | 25 986                     |
| 17                         | Jardim                     | 24 619                     |
| 18                         | Anastácio                  | 24 041                     |
| 19                         | Bela Vista                 | 23 395                     |
| 20                         | São Gabriel do Oeste       | 23 016                     |
| 21                         | Aparecida do Taboado       | 22 912                     |
| 22                         | Ivinhema                   | 22 447                     |
| 23                         | Ribas do Rio Pardo         | 21 584                     |
| 24                         | Cassilândia                | 21 491                     |
| 25                         | Itaporã                    | 21 442                     |
| 26                         | Bataguassu                 | 20 389                     |
| 27                         | Ladário                    | 20 267                     |
| Mais de 10.000 habitantes  |                            |                            |
| 28                         | Chapadão do Sul            | 19 974                     |
| 29                         | Bonito                     | 19 985                     |
| 30                         | Fátima do Sul              | 19 024                     |
| 31                         | Itaquiraí                  | 19 044                     |
| 32                         | Rio Verde de Mato Grosso   | 19 004                     |
| 33                         | Costa Rica                 | 18 087                     |
| 34                         | Terenos                    | 17 975                     |
| 35                         | Nova Alvorada do Sul       | 17 410                     |
| 36                         | Mundo Novo                 | 17 251                     |
| 37                         | Porto Murtinho             | 15 683                     |
| 38                         | Sonora                     | 15 632                     |
| 39                         | Iguatemi                   | 15 065                     |
| 40                         | Nioaque                    | 14 287                     |
| 41                         | Coronel Sapucaia           | 14 254                     |
| 42                         | Camapuã                    | 13609}                     |
| 43                         | Água Clara                 | 13 358                     |
| 44                         | Paranhos                   | 12 673                     |
| 45                         | Deodápolis                 | 12 259                     |
| 46                         | Brasilândia                | 11 807                     |
| 47                         | Eldorado                   | 11 790                     |
| 48                         | Batayporã                  | 10 983                     |
| 49                         | Sete Quedas                | 10 757                     |
| 50                         | Aral Moreira               | 10 583                     |
| 51                         | Dois Irmãos do Buriti      | 10 519                     |
| 52                         | Tacuru                     | 10 442                     |
| 53                         | Guia Lopes da Laguna       | 10 253                     |
| Mais de 5.000 habitantes   |                            |                            |
| 54                         | Glória de Dourados         | 9 911                      |
| 55                         | Angélica                   | 9 462                      |
| 56                         | Anaurilândia               | 8 575                      |
| 57                         | Antônio João               | 8 329                      |
| 58                         | Japorã                     | 7 972                      |
| 59                         | Bodoquena                  | 7 928                      |
| 60                         | Pedro Gomes                | 7 882                      |
| 61                         | Inocência                  | 7 639                      |
| 62                         | Santa Rita do Pardo        | 7 353                      |
| 63                         | Bandeirantes               | 6 637                      |
| 64                         | Laguna Carapã              | 6 636                      |
| 65                         | Jaraguari                  | 6 485                      |
| 66                         | Selvíria                   | 6 318                      |
| 67                         | Juti                       | 6 039                      |
| 68                         | Vicentina                  | 5 920                      |
| 69                         | Caracol                    | 5 520                      |
| 70                         | Douradina                  | 5 460                      |
| 71                         | Corguinho                  | 5 054                      |
| 72                         | Rochedo                    | 5 015                      |
| Menos de 5.000 habitantes  |                            |                            |
| 73                         | Rio Negro                  | 4 977                      |
| 72                         | Paraíso das Águas          | 4 723                      |
| 75                         | Novo Horizonte do Sul      | 4 718                      |
| 76                         | Alcinópolis                | 4 704                      |
| 77                         | Jateí                      | 4 005                      |
| 78                         | Taquarussu                 | 3 522                      |
| 79                         | Figueirão                  | 2 945                      |